# Glycyphagus
Glycyphagus är ett släkte av spindeldjur. Glycyphagus ingår i familjen Glycyphagidae.
Kladogram enligt Catalogue of Life:
| Glycyphagus | \| \| Glycyphagus destructor \| \| \| \| \| \| Glycyphagus domesticus \| \| \| \| |
|             | \| \| Glycyphagus destructor \| \| \| \| \| \| Glycyphagus domesticus \| \| \| \| |
|             | Glycyphagoides                                                                    |
|             |                                                                                   |
|             | Gohieria                                                                          |
|             |                                                                                   |
|             | Glycyphagus destructor                                                            |
|             |                                                                                   |
|             | Glycyphagus domesticus                                                            |
|             |                                                                                   |

|  | Glycyphagus destructor |
|  |                        |
|  | Glycyphagus domesticus |
|  |                        |